# P'tit Loup
P'tit Loup (Li'l Bad Wolf en VO) est un personnage de fiction créé en janvier 1945 par Chase Craig et Carl Buettner pour Western Publishing, l'éditeur américain de bandes dessinées Disney. Inspiré du personnage du « Grand méchant loup » (The Big Bad Wolf en VO) du conte traditionnel Les Trois Petits Cochons, dont il est l'image inverse, il est apparu pour la première fois dans la bande dessinée dans The Li'l Bad Wolf. Il apparait également dans un court métrage segment de l'épisode 22 de la saison 3 de Tous en boîte.

## P'tit Loup en bandes dessinées
En 1936, dans un dessin animé de la série des Silly Symphonies, Les Trois Petits Loups, Grand Loup avait été doté de trois louveteaux partageant le même but que leur aîné : manger les trois petits cochons. À l'opposé et malgré son nom anglais (littéralement :  « Petit méchant loup »), P'tit Loup est caractérisé par une gentillesse qui fait le désespoir de son père. Il devient ainsi rapidement le meilleur ami de Nif-Nif, Naf-Naf et Nouf-Nouf, Tic et Tac ou encore Riri, Fifi et Loulou qui l'accueillent dans la troupe des Castors Juniors.
Durant les années 1940 et 1950, il a sa propre série dans Walt Disney's Comics and Stories, dessinée par de nombreux auteurs. Cependant, le nom qui reste le plus attaché aux histoires de P'tit Loup est Gil Turner, un scénariste réputé qui a notamment écrit une histoire de Barney Bear et Benny Buro pour Carl Barks. À partir des années 1950, la branche hollandaise produit un grand nombre d'histoires de Grand Loup et P'tit Loup, supervisées dans les années 1970 par Ed van Schuijlenburg et Dick Matena tandis que l'éditeur danois Egmont arrête la production dans les années 1990, mise à part quelques histoires « hommages ».
En France, il est le héros de nombreuses bandes dessinées ainsi que de son propre magazine, P'tit Loup, publié entre mars 1989 et début 2000. Afin de « moderniser » le personnage, Hachette décide après quelques numéros de produire ses propres histoires sur des scénarios de Didier Le Bornec et des dessins du studio espagnol Comicup. L'univers du personnage est entièrement modifié : P'tit Loup habite dorénavant à la ville (mais à proximité de la campagne). Ceci empêchera de fait l'éditeur Hachette de publier des histoires étrangères.
Parmi l'entourage proche de P'tit Loup, on peut citer Grand-Mère Loup et Zeb, le jeune frère de Grand Loup, Jojo Laffreux (Izzy en VO) son cousin germain, Mina sa petite amie, Nina Carnage (Red Minna en VO), sœur de Grand Loup et enfin Marie-Loup, fiancée de Grand Loup.

## Nom dans différents pays
- Allemagne : Kleiner Wolf, Wölfchen
- Brésil : Lobinho
- Chine : 小坏狼
- Colombie : Lobito
- Danemark : Lille Ulv
- Espagne : Lobito
- Estonie : Väike Hundu
- États-Unis/ Royaume-Uni : Li'l Bad Wolf
- Finlande : Pikku Hukka
- France : P'tit Loup
- Grèce : Λυκάκος
- Islande : Litli Grimmi Úlfur
- Italie : Lupetto
- Japon : ちびおおかみ
- Norvège : Lilleulv, Den lille snille ulven
- Pays-Bas : De kleine Boze Wolf, Wolfje
- Pologne : Mały Wilczek
- Russie : Волчек
- Serbie : Zli Vuk
- Suède : Lilla Stygga Vargen